# František Nováček
František Nováček (16. února 1889, Rokytnice nad Rokytnou – 24. června 1942, Praha) byl český legionář a odbojář z období druhé světové války popravený nacisty.

## Biografie
František Nováček se narodil v roce 1889 v Rokytnici nad Rokytnou, nastoupil na gymnázium v Třebíči a v roce 1915 narukoval a odešel na ruskou frontu. Tam pak v červnu roku 1916 padl do zajetí nedaleko Vojnice a pak v listopadu téhož roku u Astrachaně vstoupil do ruských legií. Posléze vstoupil v září roku 1917 do 9. střeleckého pluku, se kterým působil až do konce první světové války. Po skončení první světové války se vrátil do Československé armády, kde působil v hodnosti kapitána v Mostě. Posléze v roce 1937 odešel na Ministerstvo národní obrany do Prahy. V březnu roku 1939 byla rozpuštěna československá armáda a František Nováček odešel do výslužby. Zapojil se do odbojové činnosti a následně byl za schvalování atentátu na Heydricha v roce 1942 popraven na kobyliské střelnici.
Obdržel Válečný kříž a další vyznamenání. Jeho jméno je uvedeno na pamětní desce ve Strojnické ulici v Praze 7, na pamětní desce na Václavkově ulici v Praze 6 a na památníku obětem na ulici Manželů Kotrbových v Běchovicích, kde prožil poslední léta života. Je po něm pojmenována ulice Pplk. Nováčka v pražských Běchovicích.
V roce 1925 se v Praze oženil s Marií Emingerovou.